# Мемфіс (Флорида)
Мемфіс (англ. Memphis) — переписна місцевість (CDP) в США, в окрузі Манаті штату Флорида. Населення — 9024 особи (2020).

## Географія
Мемфіс розташований за координатами 27°32′28″ пн. ш. 82°33′30″ зх. д. / 27.54111° пн. ш. 82.55833° зх. д. (27.541010, -82.558322).  За даними Бюро перепису населення США в 2010 році переписна місцевість мала площу 8,01 км², уся площа — суходіл. В 2017 році площа становила 9,52 км², з яких 8,45 км² — суходіл та 1,08 км² — водойми.

## Демографія
Згідно з переписом 2010 року, у переписній місцевості мешкало 7848 осіб у 2676 домогосподарствах у складі 1931 родини. Густота населення становила 980 осіб/км².  Було 3204 помешкання (400/км²).
Расовий склад населення:
| - 44,7 % — білих - 36,3 % — чорних або афроамериканців - 0,6 % — корінних американців - 0,3 % — азіатів - 0,2 % — вихідців з тихоокеанських островів - 16,2 % — осіб інших рас |

До двох чи більше рас належало 1,6 %. Частка іспаномовних становила 28,5 % від усіх жителів.
За віковим діапазоном населення розподілялося таким чином: 28,1 % — особи молодші 18 років, 56,8 % — особи у віці 18—64 років, 15,1 % — особи у віці 65 років та старші. Медіана віку мешканця становила 36,2 року. На 100 осіб жіночої статі у переписній місцевості припадало 96,0 чоловіків;  на 100 жінок у віці від 18 років та старших — 93,5 чоловіків також старших 18 років.
Середній дохід на одне домашнє господарство  становив 49 244 долари США (медіана — 41 788), а середній дохід на одну сім'ю — 50 230 доларів (медіана — 43 279). Медіана доходів становила 34 625 доларів для чоловіків та 26 864 долари для жінок. За межею бідності перебувало 24,3 % осіб, у тому числі 33,7 % дітей у віці до 18 років та 19,7 % осіб у віці 65 років та старших.
Цивільне працевлаштоване населення становило 3384 особи. Основні галузі зайнятості: освіта, охорона здоров'я та соціальна допомога — 25,1 %, науковці, спеціалісти, менеджери — 12,2 %, роздрібна торгівля — 11,5 %.